# Aydın Canel
Aydın Canel (* 1942 in Heybeliada, Istanbul) ist ein ehemaliger türkischer Konteradmiral, der unter anderem zwischen 1994 und 1996 Oberkommandierender der Küstenwache (Türk Sahil Güvenlik Komutanlığı) war.

## Leben

### Ausbildung und Verwendung als Seeoffizier
Canel begann nach dem Besuch der Seekadettenanstalt (Deniz Lisesi) 1957 eine Offiziersausbildung an der Marineschule (Deniz Harp Okulu), die er 1961 abschloss. Im Anschluss fand er Verwendung als Seeoffizier auf verschiedenen Schiffen sowie Kommandostellen der Marine (Türk Deniz Kuvvetleri) wie zum Beispiel als Chefingenieur, Erster Offizier und Kommandant eines Jagd-U-Bootes. Danach war er zwischen 1967 und 1969 als Oberleutnant zur See (Üsteğmen) Erster Offizier des Minenjagdbootes TCG Samsun (M-510) sowie von 1969 bis 1971 als Kapitänleutnant (Yüzbaşı) Kommandant des Minenjagdbootes TCG Sinop (M-258). Nachdem er von 1971 bis 1973 Absolvent der Marineakademie (Deniz Harp Akademisi) war, fand er für ein Jahr Verwendung im Generalstab der Türkei, wo er Offizier in der Nachrichtendienstabteilung war. Daraufhin war er zwischen 1974 und 1975 Kommandant der TCG Denizkuşu (P-321), eines von der Bundesmarine übernommenen Torpedoschnellbootes der Zobel-Klasse, sowie von 1975 bis 1976 als Korvettenkapitän (Binbaşı) Kommandeur der II. Schnellbootgruppe. 
Anschließend wurde Canel 1976 zunächst Erster Offizier auf dem Fletcher-Klasse-Zerstörer TCG İzmit (D 342) sowie 1977 Kommandant der TCG Sivrihisar, ehe er 1978 für einige Zeit Dozent und Leiter der Planungssektion an der Marineakademie war. 1978 wurde er zum Fregattenkapitän (Yarbay) befördert und zum Marineattaché an der Botschaft in Italien ernannt. Nach seiner Rückkehr fungierte er zwischen 1980 und 1981 als letzter Kommandant der TCG Iskenderun (D-343), eines Zerstörers der Fletcher-Klasse. Nachdem er 1981 zum Kapitän zur See (Albay) befördert worden war, fungierte er anfangs als Kommandeur des Ausbildungsregiments der Marineakademie, anschließend als Kommodore der III. Schnellboot-Flottille sowie zuletzt als Leiter der Planungsgruppe im Flottenkommando (Donanma Komutanlığı) auf dem Marinestützpunkt Gölcük (Gölcük Ana Üs Komutanlığı). 

### Aufstieg zum Konteradmiral
Am 30. August 1988 wurde Canel zum Flottillenadmiral (Tuğamiral) befördert und wechselte als Stabsoffizier für Grundsatzplanung in das Kommando der Alliierten Seestreitkräfte Südeuropa NAVSOUTH (Naval Forces Southern Europe) in Nisida. Nach seiner Rückkehr war er zwischen 1990 und 1992 Kommandant der Marineschule.
Nachdem Canel am 30. August 1992 seine Beförderung zum Konteradmiral (Tümamiral) erhalten hatte, fungierte er zwischen 1992 und 1994 als Befehlshaber der Landungsbootverbände (Çıkarma Filosu Komutanlığı). Am 10. August 1994 wurde er schließlich Nachfolger von Konteradmiral Niyazi Ulusoy als Oberkommandierender der Küstenwache (Türk Sahil Güvenlik Komutanlığı) und bekleidete diese Funktion bis zu seiner Ablösung durch Konteradmiral Alper Çetin Tezeren am 14. August 1996. Im Anschluss trat er am 30. August 1996 vorzeitig in den Ruhestand.
Aydın Canel, der mit Samra Canel verheiratet und Vater eines Sohnes ist, spricht neben Türkisch auch Englisch und Italienisch.